# گلشیلز
گلشیلز (به انگلیسی: Galashiels) یک شهرک در اسکاتلند است که در اسکوتیش بوردرز واقع شده‌است. گلشیلز ۱۴٬۹۹۴ نفر جمعیت دارد.